# Hypercompe abscondens
Hypercompe abscondens är en fjärilsart som beskrevs av Charles Oberthür 1881. Hypercompe abscondens ingår i släktet Hypercompe och familjen björnspinnare. Inga underarter finns listade i Catalogue of Life.